# Jan Huyghebaert
Jan Helena José baron Huyghebaert (Ukkel, 6 april 1945) is een Belgisch voormalig politicus en bestuurder. Hij is sinds 2014 voorzitter van de Koningin Elisabethwedstrijd.

## Levensloop

### Familie en opleiding
Jan Huyghebaert is een zoon van de houthandelaar Fridolin Huyghebaert en van Luciana Meganck. Zijn vader was aanwezig tijdens de inslag van een V2-raket op Cinema Rex in Antwerpen. Met zware verwondingen aan beide benen werd hij naar het Sint-Elisabethziekenhuis in Ukkel overgebracht, waar Jan Huyghebaert in april 1945 werd geboren.
Hij behaalde de graad van kandidaat in wijsbegeerte, talen en letteren aan de Ufsia in Antwerpen en promoveerde tot doctor in de rechten aan de Katholieke Universiteit Leuven.

### Loopbaan
Huyghebaert begon zijn politieke carrière als lid van de CVP. Hij was attaché op het kabinet van minister voor Programmatie en Wetenschapsbeleid Théo Lefèvre en kabinetsadviseur van premier Leo Tindemans. Van 1973 tot 1977 was hij voorzitter van Jong-CVP. Hij was gemeenteraadslid van Antwerpen en van 1978 tot 1985 havenschepen.
Hij werd in 1985 in opvolging van Louis Delmotte voorzitter van het directiecomité van de Kredietbank, de voorloper van KBC. In 1991 werd hij in opvolging van Luc Wauters voorzitter van de raad van bestuur van Almanij. Als voorzitter van het directiecomité van de Kredietbank volgde Marcel Cockaerts hem op. In 2005 werd hij voorzitter van de raad van bestuur van de KBC Groep na de fusie van de KBC Bankverzekeringsholding en Almanij. Hij volgde Willy Breesch op als voorzitter van de KBC Bankverzekeringsholding. In oktober 2011 volgde Thomas Leysen hem als voorzitter op. Hij was ook voorzitter van de raad van bestuur van de Kredietbank Luxemburg.
Huyghebaert was ook lid van de raad van bestuur van luchtvaartmaatschappij Sabena van 1992 tot april 2001. In februari 1996 werd hij interim-voorzitter van Sabena nadat Pierre Godfroid opstapte. Hij bleef in functie tot april 1997, wanneer Valère Croes hem opvolgde.
Hij was ondervoorzitter van het Verbond van Belgische Ondernemingen en het Vlaams Economisch Verbond, bestuurder van staaldraadproducent Bekaert, bestuurder van de holding Gevaert en lid van het beschermcomité van Bank- en Financiewezen.
Huyghebaert nam sinds 2000 verschillende malen deel aan de Bilderbergconferentie.

### Maatschappelijke betrokkenheid
Huyghebaert was lid van de Coudenberggroep, een Belgische federalistische denktank.
Hij was vicevoorzitter van de raad van beheer van de Koningin Elisabethwedstrijd en werd in november 2014 verkozen tot voorzitter van de wedstrijd, in opvolging van de eerder die maand overleden Jean-Pierre de Launoit, terwijl een zoon van de laatste, Yvan de Launoit, hem opvolgde als vicevoorzitter.
In mei 2008 werd Huyghebaert lid van de raad van bestuur van het Fonds Baillet Latour, dat tot doel heeft Belgische uitmuntendheid op internationale schaal te ondersteunen in de domeinen medisch onderzoek, opleiding, erfgoed en olympische sporten. Het haalt zijn middelen uit de inkomsten van de dividenden die het als mede-eigenaar van brouwerij AB Inbev ontvangt. Ook in 2008 volgde Huyghebaert Philippe de Schoutheete de Tervarent op als voorzitter van het fonds. In 2020 werd hij door Thomas Leysen opgevolgd, die hem eerder ook als voorzitter van de KBC Groep opvolgde.
Hij was ook voorzitter van de vzw Vrienden van het Rubenshuis en van de vzw Rockoxhuis, beide in Antwerpen.

## Eerbetoon en onderscheidingen
In 1994 werd aan Huyghebaert opname verleend in de Belgische adel met de persoonlijke titel van baron. Zijn wapenspreuk luidt Ubi Caritas et Amor (Waar goedheid en liefde heersen).
In januari 1999 riep Trends hem uit tot Manager van het Jaar 1998.
In 2025 werd hij grootofficier in de Kroonorde.

## Publicatie
- De zakelijkheid voorbij. De waarden van de manager, beschouwingen over ethiek en leiderschap, Tielt, Lannoo, 1991.